# 2019冠状病毒病非洲疫情

截至2021年5月23日各國確診人數：
100,000+
10,000–99,999
1,000–9,999
100–999
10–99
1–9

非洲各国关于2019冠状病毒病疫情的病例和其对应措施。確認大流行已於2020年2月14日蔓延到非洲，並在埃及宣布了首例確診病例。 2月底，尼日利亞宣布了撒哈拉以南非洲地區首例確診病例。 該病毒在三個月內傳播到整個非洲大陸，萊索托是最後一個沒有病毒的非洲主權國家，于5月13日報告了一個病例。

## 東部非洲

### 苏丹
苏丹星期五报告了第一例确诊的冠状病毒病例，该病例为男性，并于3月的第一周访问了阿拉伯联合酋长国。卫生部在一份声明中说，这名50多岁的男子死于苏丹首都喀土穆。

### 吉布提
吉布提消息：该国当天确诊首例2019冠状病毒病病例，为来自西班牙的输入性病例。
据吉布提卫生部的声明，这名患者是本月14日抵达吉布提的西班牙特种部队的一员。经法国驻吉布提军事基地同意，与患者乘坐同一飞机的所有军人已被隔离在基地内。
吉布提卫生部表示，这些军人入境以来从未与吉布提人有过接触，并将很快返回西班牙。

### 葛摩
4月30日，出現首例確診。

### 模里西斯
3月19日，出現首例確診。

### 厄利垂亞
3月21日，出現首例確診。

### 馬達加斯加
3月20日，马政府通报确诊首批3例2019冠状病毒病病例。3月21日，马总统签署法令，决定自当日起马全境进入公共卫生紧急状态。

## 中部非洲

### 蒲隆地
3月31日，出現2名首例確診。

### 聖多美普林西比
4月6日，出現4名首例確診。

## 西部非洲

### 尼日尔
3月19日，出現首例確診。

### 塞內加爾
据塞内加尔媒体报道，当地时间3月2日下午，塞内加尔出现首例输入性2019冠状病毒病患者，该病患是一名常住塞内加尔首都达喀尔市阿勒马蒂区的法国人，他曾于2月29日搭乘塞内加尔航空抵达达喀尔。达喀尔巴斯德研究所对该名法国患者进行病毒检测，结果呈阳性。随后，塞内加尔卫生和社会行动部称将对与这名病患搭乘同一航班的乘客进行追踪和调查，并要求对与该患者有过亲密接触的人员进行隔离观察。当日上午，塞内加尔总统马基·萨勒在总统府举行的特别升旗仪式上表示塞内加尔应提高警惕，防范病毒。与此同时，他还呼吁塞内加尔民众减少不必要的大规模集会，提高安全防范意识。

### 馬利
3月25日，2名從法國歸國者成為確診首例。

### 幾內亞比索
3月25日，出現2名首例確診，分別是剛果籍聯合國職員和印度公民。

## 南部非洲

### 莫三比克
3月22日，出現首例確診。

### 贊比亞
3月18日，出現2名首例確診。

### 馬拉威
4月2日，出現3名首例確診。

### 波札那
3月30日，出現3名首例確診。

### 辛巴威
3月20日，出現首例確診。

### 賴索托
5月13日，出現首例確診。所有非洲国家均有确诊病例报告。